# 化能合成
化能合成作用（英語：Chemosynthesis），是一些细菌等自養生物通過將無機物分子（如氫氣、硫化氫或甲烷）氧化，再利用氧化獲得的化學能將一碳無機物（如二氧化碳）和水合成有機物的營養方式。這種營養方式與利用太陽光作能源的光合作用的營養方式是不同的。化能生物即能通過化能合成作用合成有機物的生物。
該營養方式常見于三種類型细菌：硝化细菌、鐵细菌、硫细菌。

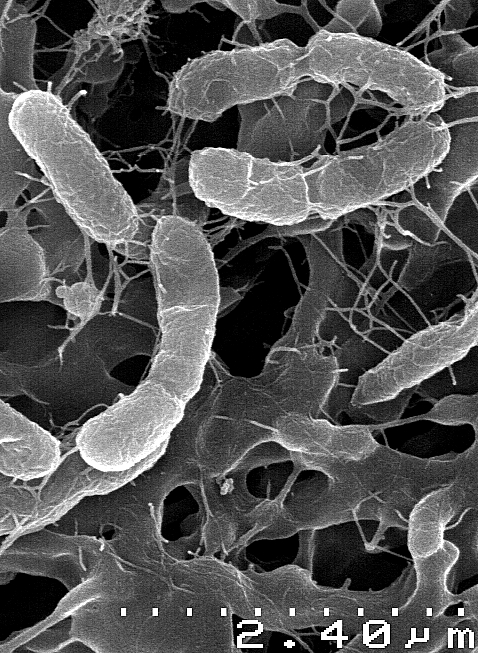
通過氧化氫氣獲得能量的細菌Venenivibrio stagnispumantis

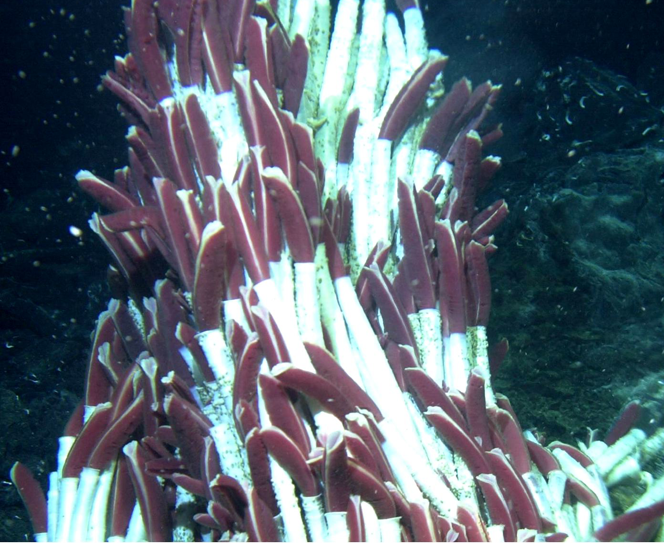
巨型管蟲具有含有化能合成細菌器官，而不是腸道。

## 公式

### 硝化细菌
硝化细菌将氨气氧化，形成硝酸：
- 2NH3+3O2=2HNO2+2H2O
- 2HNO2+O2=2HNO3

### 铁细菌
铁细菌将亚铁化合物氧化，形成氢氧化铁和二氧化碳
- 4FeCO3+O2+6H2O=4Fe(OH)3+4CO2

### 硫细菌
部分硫细菌，如红色硫细菌和无色硫细菌均可进行化能合成作用，将硫氧化为硫酸：
- 2S + 3O2 + 2H2O → 2H2SO4

## 参看
- 光合作用